# Coracuta obliquata
Coracuta obliquata ist eine Muschel-Art aus der Familie der Linsenmuscheln (Montacutidae). Es ist die Typusart und einzige Art der Gattung Coracuta Holmes, Gallichan & Wood, 2006.

## Merkmale
Die gleichklappigen, sehr kleinen, mäßig geblähten Gehäuse sind im Umriss schief-eiförmig bis tropfenförmig und werden bis drei Millimeter lang. Sie sind ungleichseitig, die Wirbel sind zum Hinterende hin verschoben; sie sitzen auf etwa zwei Drittel der Gehäuselänge vom Vorderende entfernt. Der hintere Dorsalrand ist kurz, fast gerade bis sehr leicht konvex gebogen, und fällt steil zum Hinterende hin ab. Der Übergang zum schwach gebogenen Hinterende ist leicht gewinkelt, ebenso der Übergang des Hinterendes zum Ventralrand. Der vordere Dorsalrand verläuft zunächst ebenfalls gerade und geht mit einem flachen Winkel in den weit ausgebogenen Vorderrand über. Der Vorderrand geht dann ohne merkliche Unterbrechung der Rundung in den weit gerundeten Ventralrand über. Der Prodissoconch ist glatt; der Prodissoconch I misst 79 µm, der Prodissoconch II 344 µm.
Die durch einen kleinen Wulst definierte Lunula ist schmal und länglich.
Das extern gelegene Ligament ist vergleichsweise groß und sitzt auf einem flachen Ligamentträger, unter und geringfügig hinter den Wirbeln. In der rechten Klappe ist ein vorderer und ein hinterer Lateralzahn vorhanden; der hintere ist dabei ungefähr dreimal so lang wie der vordere. Der Rand der Lunula und die Lateralzähne schließen Längsgruben zwischen sich ein. Der hintere Lateralzahn bildet am Hinterende eine v-förmige Grube.
In der linken Klappe ist unter und etwas vor dem Wirbel ein kleiner Höcker vorhanden, aber keine Lateralzähne  Dafür sind die dorsalen Gehäuseränder zu Flangen verlängert; sie passen in die Gruben der rechten Klappe. Die Mantellinie ist vollständig.
Die cremefarben bis hellbraune, glänzende Schale ist dünn und fragil. Die Ornamentierung besteht aus feinen randparallelen, scharfen Rippen, die unregelmäßig undulieren und sich gelegentlich auch aufspalten oder verschmelzen. Der innere Gehäuserand ist glatt. Das Periostracum ist braun.

## Geographische Verbreitung und Lebensraum
Das Verbreitungsgebiet reicht von den Britischen Inseln, einschließlich der südlichen Nordsee bis ins Mittelmeer. Sie lebt in sandigen Schlick oder schlickigen Sand in 22 bis 62 Meter Wassertiefe.

## Taxonomie
George W. Chaster stellte das Taxon 1897 als Neolepton obliquatum auf. Später wurde es in die Gattung Mysella gestellt. Für diese Art schlugen Anna Holmes, Jennifer Gallichan und Harriet Wood die Gattung Coracuta vor. Art und Gattung werden von MolluscaBase als gültige Taxa akzeptiert.

## Belege

### Online
- Marine Bivalve Shells of the British Isles: Coracuta obliquatum (Chaster, 1897) (Website des National Museum Wales, Department of Natural Sciences, Cardiff)